# Censo paraguayo de 1992
El Censo paraguayo del 1992 fue un censo de la población de Paraguay realizado por la Dirección General de Estadísticas, Encuestas y Censos (DGEEC) el 26 de agosto de 1992.

## Resultados por departamentos
| Rango | Departamento               | Población |
| ----- | -------------------------- | --------- |
| 1     | Central                    | 866.856   |
| 2     | Distrito Capital: Asunción | 500.938   |
| 3     | Alto Paraná                | 406.584   |
| 4     | Caaguazú                   | 386.412   |
| 5     | Itapúa                     | 377.536   |
| 6     | San Pedro                  | 280.336   |
| 7     | Paraguarí                  | 208.527   |
| 8     | Cordillera                 | 198.701   |
| 9     | Concepción                 | 167.289   |
| 10    | Guairá                     | 161.991   |
| 11    | Caazapá                    | 129.352   |
| 12    | Canindeyú                  | 103.785   |
| 13    | Amambay                    | 99.860    |
| 14    | Misiones                   | 89.018    |
| 15    | Ñeembucú                   | 69.770    |
| 16    | Presidente Hayes           | 64.417    |
| 17    | Boquerón                   | 29.060    |
| 18    | Alto Paraguay              | 12.156    |
|       | Paraguay                   | 4.152.588 |

### Datos Adicionales
- Varones: 2.085.905 - 50,2%
- Mujeres: 2.066.683 - 49,8%

- Urbana: 2.089.688 - 50,3%
- Rural: 2.062.900 - 49,7%

### Ciudades más pobladas
- Asunción: 500.938
- Ciudad del Este: 133.881
- San Lorenzo: 133.395
- Luque: 116.600
- Lambaré: 99.572
- Fernando de la Mora: 95.072
- Capiatá: 83.773
- Caaguazú 83.383
- Pedro Juan Caballero  77.270
- Encarnación: 69.868
- Coronel Oviedo: 64.736

### Idiomas más hablados
- Guaraní 88% (37% monolingüe)

- Español 56% (7% monolingüe)

| Predecesor: 1982 | Censo paraguayo 1992 | Sucesor: 2002 |